# Sam Walton (football américain)
(en) Statistiques sur pro-football-reference
(en) Statistiques sur statscrew
Samuel Thaw Walton, né le 3 janvier 1943 à Memphis et décédé le 9 mai 2002 également à Memphis, est un joueur américain de football américain.

## Carrière

### Enfance
Walton étudie à la Central High School de Memphis avant d'entrer à l'université d'État d'East Texas, ancien nom de l'université A&M-Commerce du Texas. 

### Carrière
Sam Walton est sélectionné au troisième tour de la draft 1968 de la NFL par les Jets de New York, au soixante-douzième choix. Il fait une saison de rookie complète, étant titulaire au poste de tackle droit, décrochant le Super Bowl III. Après une saison 1969 courte avec seulement six matchs dont cinq comme titulaire, il est échangé aux Saints de La Nouvelle-Orléans en 1970 contre un choix de draft. Non conservé avant le début de la saison 1970, Walton passe une saison blanche avant de rejoindre les Oilers de Houston où il retrouve le terrain pendant une année.
En juillet 1972, l'attaquant est échangé aux Vikings du Minnesota contre un choix lors de la draft 1973 mais ne joue aucun match avec cette équipe. Après un retour chez les Jets en silence en 1974 où il n'arrive pas à intégrer l'effectif, Walton part en World Football League chez les Stars de New York mais est libéré un mois après son arrivée, sans jouer. 
Après sa carrière et notamment une soirée alcoolisée sur New York en 1977, Sam Walton devient un sans-abri et refuse toute aide venant de ses anciens coéquipiers Curley Johnson et Larry Grantham. Il décède le 9 mai 2002, victime d'un arrêt cardiaque dans un bâtiment abandonné de la ville de Memphis. 